# Antigua escuela de Comercio de Valladolid
La antigua escuela de estudios empresariales es un edificio situado en la ciudad española de Valladolid. Es la sede de los Registros de la Propiedad y Mercantil de Valladolid.

## Descripción
El edificio, de estilo academicista, fue proyectado por Peregrín Estellés y Emilio Moya en 1919, y concluido por Manuel Cuadrillero en 1927. La construcción se inserta en la manzana como exento (pese a rodearse de un conjunto de edificaciones entre medianeras), aprovechando esta condición para, a través del patio generado, articular su encaje en una parcela irregular, enfatizando simultáneamente una serie de elementos singulares capaces que dotan de relevancia y carácter monumental al edificio como el torreón, el quiebro de la fachada principal, entre otros. El remate de la torre de forma piramidal con chapitel es de estilo herreriano.
El conjunto fue rehabilitado para que, en 2009, fuese ocupado por el Registro de la Propiedad.